# قمة الضوء الأبدي

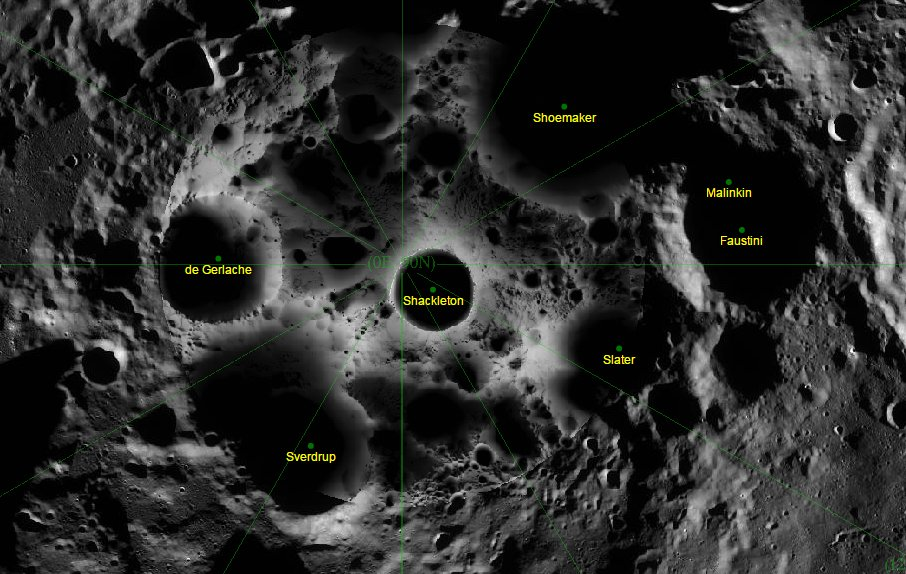
ظروف الإضاءة في القطب الجنوبي للقمر. الأبيض، ضوء دائم؛ الأسود الظل الدائم.

في علم الفلك قمة الضوء الأبدي (Peak of eternal light) هي نقطة على جرم فلكي داخل النظام الشمسي تكون دائما مضاءة بضوء الشمس.
مثل هذه القمم يجب أن تكون على علو شاهق وتكون على جرم فلكي لة ميل محوري صغير جدا. وقد تم افتراض وجود مثل هذه القمم لأول مرة من قبل بير ومادلر في عام 1837. قائلا فيما يتعلق بالجبال القطبية القمرية «... العديد من هذه القمم لها (باستثناء وقت خسوف القمر) ضوء شمس أبدي».
في عام 1879 تم ذكر هذه القمم القطبية من قبل الفلكي الفرنسي كميل فلاماريون ، وخمن بوجود «قمم ضوء أبدية» في قطبي القمر.
وقد أكدت الأدلة الحديثة وجود مثل هذه النقاط في المناطق القطبية لقمر الأرض. قمم الضوء الأبدي ذات أهمية كبيرة لإنشاء مجتمعات بشرية دائمة أو صناعات روبوتية على سطح القمر ولاستكشاف الفضاء لأنها تسمح بوجود طاقة ثابتة وموثوق بها من الإشعاع الشمسي المستمر طوال اليوم القمري. وتوفر نطاق درجة حرارة مستقرة نسبيا.

## على القمر
قامت المركبة الفضائية سمارت-1 التابعة لوكالة الفضاء الأوروبية ومركبة منظمة استكشاف الفضاء اليابانية سيلين برسم خرائط للأقطاب القمرية استخدمت لتحديد المواقع التي تستقبل الضوء الأبدي وقد دارت المركبة الفضائية كليمنتين التابعة للوكالة ناسا حول القمر لمدة ثلاثة أشهر في عام 1994. وحددت بعض البقع في المنطقة القطبية الشمالية المضاءة طوال الوقت خلال الصيف، وغيرها من الأماكن المضاءة 80 في المائة من الوقت.
إن قمم الضوء الأبدي على القمر لن تكون «أبدية» تماما، لأن أشعة الشمس تحجب أحيانا بواسطة ظل الأرض أثناء خسوف القمر (الذي يمكن أن يستمر لمدة ست ساعات) وظلال الجبال والهضاب الأخرى.ولم يتم تحديد أي قمم للضوء الأبدي بشكل لا يقبل الجدل على سطح القمر، ولكن تم اكتشاف العديد من القمم، عن طريق المحاكاة استنادا إلى التصوير والليزر وطوبوغرافيا الرسم الرداري، وبدت مضاءة لأكثر من 80٪ من السنة القمرية. وبطبيعة الحال فإن مفهوم «الأبدية» في هذه الحالة يستمر فقط خلال عمر الشمس (حوالي 10 مليارات سنة) وينتهي عندما ينفذ وقود الشمس وتتحول إلى عملاق أحمر، ومن المرجح أن تبتلع وتدمر القمر، أو تنتهي قمم الضوء الأبدي على القمر عندما تصبح الشمس قزم أبيض ولم تعد تنتج ما يكفي من الضوء لينير سطح القمر.

### القطب الشمالي القمري
استنادا إلى صور من البعثة القمرية كليمنتين، حدد فريق من جامعة جونز هوبكينز أن أربعة مواقع على طول حافة فوهة بياري مرشحة لقمم الضوء الأبدي. تقع هذه الحفرة بالقرب من القطب الشمالي للقمر. أخذت صور كليمنتين خلال الصيف الشمالي ولم تتمكن من تأكيد ما إذا كانت هذه القمم الأربع ستكون مظللة في أي لحظة خلال فصل الشتاء. وأظهرت بيانات أخرى من سيلين أن قمة واحدة في فوهة بياري تتلقي أشعة الشمس لمدة 89٪ من السنة القمرية، وهو أعلى مستوى إضاءة يتم توقعة في أي قمة أبدية على سطح القمر
كشف التحليل الدقيق للصور والظروف الطوبوغرافية على القطب الجنوبي القمري من قبل فرق من وكالة ناسا والوكالة الفضائية الأوروبية عدد قليل من التلال المضيئة ضمن 15 كم، كل واحد منها يشبه كثيرا جزيرة لا يزيد قطرها عن بضع مئات من الأمتار في محيط من الظلام الأبدي، حيث يمكن لمركبة هبوط الحصول على إضاءة شبه دائمة (في حدود ~ 70-90٪ من فصل الشتاء القمري، ومن المرجح أن تكون مضاءة طوال فترة الصيف القمري).

### القطب الجنوبي القمري
منطقة جبل مالابيرت، على حافة فوهة مالابيرت 122 كم من القطب الجنوبي القمري على الجانب المواجه للأرض، قد يكون لها أيضا مستويات عالية من الإضاءة. وتقدر إحدى الدراسات أن منطقة جبل مالابرت تستقبل أقل من أشعة الشمس الكاملة بنسبة 11٪ من الوقت. وتتغير نسبة التعرض لأشعة الشمس خلال السنة نظرا لكون مدار القمر يميل 1.5 درجة قبالة مستوى الشمس. وتشير دراسة استخدمت مزيج من صور مركبة كليمنتين والبيانات الطبوغرافية لسيلين إلى أن 74٪ من أشعة الشمس الكاملة ستغطي جبل مالابيرت عام 2020.
| الموضع التقريبي بالقرب من ملامح مسماة | إحداثيات قمرية   | نسبة الإضاءة       | نسبة الإضاءة                | نسبة الإضاءة                |
| الموضع التقريبي بالقرب من ملامح مسماة | إحداثيات قمرية   | على القمر عام 2020 | الحد الأدنى في اليوم القمري | الحد الاقصى في اليوم القمري |
| ------------------------------------- | ---------------- | ------------------ | --------------------------- | --------------------------- |
| على فوهة شاكلتون: النقطة أ            | 089.68°S 166.0°W | 081%               | 044%                        | 098%                        |
| قمة بالقرب من فوهة شاكلتون: النقطة بي | 089.44°S 141.8°W | 082%               | 056%                        | 100%                        |
| على فوهة دي جيرلاش: النقطة سي         | 088.71°S 068.7°W | 085%               | 064%                        | 098%                        |
| قمة بالقرب من شاكلتون: النقطة دي      | 088.79°S 124.5°E | 086%               | 058%                        | 100%                        |
| على جبل مالابيرت: النقطة M1           | 086.04°S 02.7°E  | 074%               | 056%                        | 095%                        |
| على جبل مالابيرت: النقطة M2           | 086.00°S 02.9°W  | 074%               | 058%                        | 090%                        |

## عطارد
لقد وضعت نظريات حول وجود قمم الضوء الأبدي على كوكب عطارد أيضا، ولكن نظرا لعدم وجود رسم خرائط مفصلة للكوكب، لم تشاهد حتى الآن أي قمم أبدية على عطارد ومع ذلك لم يتم استبعاد هذة النظريات. وقد يتغير هذا عندما يتم تحليل بيانات المسبار المداري مسنجر بالكامل. ومثل هذه القمم لن تعاني حتى من ظل الخسوف، بما أن عطار ليس له قمر طبيعي معروف.

## وصلة خارجية
- قمة الضوء الأبدي فيديو من وكالة الفضاء الأوروبية.